# Philippe Mercier

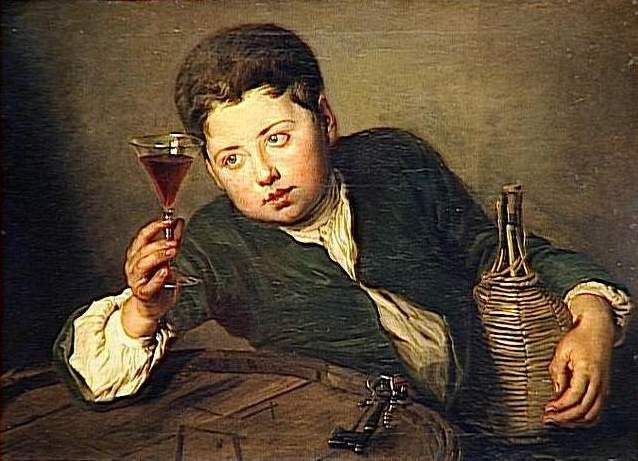
Philippe Mercier: Le jeune Degustateur, óleo sobre lienzo, 27 x 35 cm, Museo del Louvre, París.

Philippe Mercier (Berlín, 1689? - Londres, 18 de julio de 1760) fue un pintor y grabador francés, que vivió principalmente y estuvo activo en Inglaterra.

## Biografía
Nació en Berlín, pero tenía ascendencia francesa. Era hijo de un trabajador de tapices hugonote. Estudió pintura en la Academia de Berlín y después con Antoine Pesne, quien había llegado a Berlín en 1710. Más tarde viajó a Italia y Francia antes de llegar a Londres, «recomendado por la corte de Hánover», probablemente en 1716. Se casó en Londres en 1719 y vivió en Leicester Fields.
Fue nombrado pintor principal y bibliotecario de los Príncipes de Gales en su establecimiento independiente de Leicester Fields, y mientras gozó de favor pintó varios retratos de la realeza y sin duda muchos de la alta y la pequeña nobleza. De los retratos de la familia real, los del príncipe de Gales y sus tres hermanas, pintado en 1728, todos fueron grabados a media tinta por Jean Pierre Simon, y la de los tres hijos mayores del Príncipe de Gales por John Faber Junior en 1744. Este último era una pieza típica de la composición de Mercier, siendo los niños el tema de una alegoría briosa aunque algo infantil, en su juego. El príncipe Jorge está representado con un disparador con sílex en el percutor sobre su hombro, enseñando a un perro su ejercicio, mientras que su pequeño hermano y hermana están igualmente ocupados en una escena que se usa hábilmente para indicar una moral patriótica encarnada en algunos versos añadidos al final a la lámina, cuyo pareado final es el que sigue: 

«¡Isla Ilustre donde ambos sexos muestran

Tan tempranos presagios de su futura alabanza!» 
Faber también grabó seis láminas de «Vida rural» siguiendo a Mercier, y otros temas diversos de este tipo le han sobrevivido. 
Mercier se vio involucrado en una especie de escándalos y perdió el favor. Dejó Londres alrededor del año 1740 y se estableció en York, donde practicó los retratos durante una década, antes de regresar a Londres en 1751. En 1752, Mercier se fue a Irlanda y a Portugal a petición de varios comerciantes ingleses. No estuvo allí mucho tiempo y regresó a Londres, donde murió en 1760.